# Elecciones al Parlamento Europeo de 2019 (Chipre)
Las elecciones al Parlamento Europeo de 2019 en Chipre se celebraron el 26 de mayo de 2019, con el propósito de elegir a los seis eurodiputados chipriotas del Parlamento Europeo.
Los seis eurodiputados chipriotas son elegidos bajo representación proporcional por voto preferencial. A cada partido se le asigna un número de escaños calculados de acuerdo con el método del resto mayor, y los escaños se asignan a los candidatos de este partido que obtuvieron la mayoría de los votos.
La Agrupación Democrática (DISY) había ganado todas las elecciones al Parlamento Europeo desde que Chipre se unió a la Unión Europea en 2004. Las encuestas de opinión sugirieron un resultado similar en 2019, lo cual se cumplió.

## Resultados
| Lista | Lista                                                                 | Grupo   | Votos   | %     | Escaños |
| ----- | --------------------------------------------------------------------- | ------- | ------- | ----- | ------- |
|       | Agrupación Democrática (DISY)                                         | PPE     | 81.539  | 29,02 | 2       |
|       | Partido Progresista del Pueblo Obrero (AKEL)                          | GUE/NGL | 77.241  | 27,49 | 2       |
|       | Partido Democrático (DIKO)                                            | S&D     | 38.756  | 13,80 | 1       |
|       | Movimiento por la Socialdemocracia                                    | S&D     | 29.715  | 10,58 | 1       |
|       | Frente Nacional Popular (ΕLAM)                                        | -       | 23.167  | 8,25  | -       |
|       | Frente Democrático                                                    | -       | 10.673  | 3,80  | -       |
|       | Alianza Ciudadana - Movimiento de Ecologistas - Cooperación Ciudadana | -       | 9.232   | 3,29  | -       |
|       | Movimiento Jasmin                                                     | -       | 4.786   | 1,70  | -       |
|       | Partido Animalista de Chipre                                          | -       | 2.208   | 0,79  | -       |
|       | Otros partidos                                                        | -       | 3.618   | 1,29  | -       |
| Total | Total                                                                 | Total   | 280.935 |       | 6       |